# Росошани (пункт контролю)
48°23′55″ пн. ш. 26°59′58″ сх. д. / 48.39861° пн. ш. 26.99944° сх. д.
Росоша́ни — пункт пропуску через державний кордон України на кордоні з Молдовою. Через пропускний пункт здійснюється автомобільний вид пропуску.
Розташований у Чернівецькій області, Кельменецький район, поблизу села Росошани, на автошляху Р63. З молдавського боку розташований пункт пропуску «Бричани», Бричанський район.
Вид пункту пропуску — автомобільний. Статус пункту пропуску — міжнародний.
Характер перевезень — пасажирський, вантажний.
Окрім радіологічного, митного та прикордонного контролю, автомобільний пункт пропуску «Кельменці» може здійснювати санітарний, фітосанітарний, ветеринарний, екологічний контроль та контроль Служби міжнародних автомобільних перевезень.
Пункт пропуску «Росошани» входить до складу митного посту «Кельменці» Чернівецької обласної митниці. Код пункту пропуску — 40803 12 00 (11).